# Карфагенська імперія в Іспанії
Карфаге́нська імпе́рія в Іспа́нії — карфагенські володіння, які існували з 575 до 202 року до н. е. на території Іспанії (під «Іспанією» розуміємо не новочасну державу, а весь Піренейський півострів — римську Hispania).

## Початок карфагенського впливу на Піренейському півострові

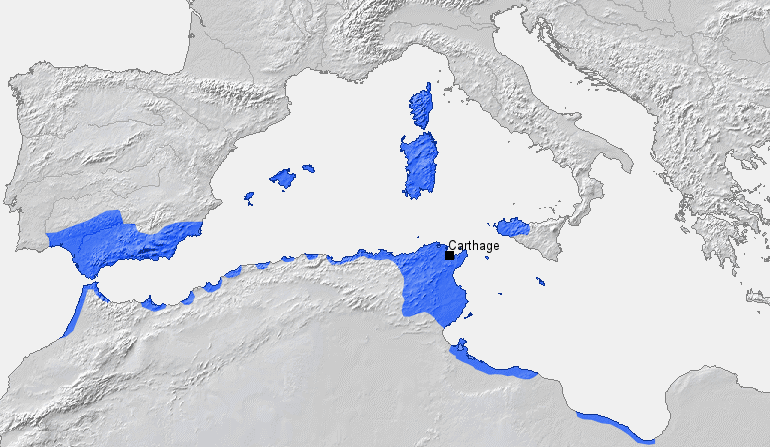
Карфагенська імперія на початку ІІІ ст. до н. е.

Карфагенська імперія на початку Другої Пунічної війни

Ще в кінці II тисячоліття до н. е. Іспанія була об'єктом інтенсивної колонізаторської і торгової діяльності фінікійців. В кінці II — на початку I тисячоліття на півдні Піренейського півострова вони заснували ряд великих міст, в тому числі великі торгово-ремісничі центри Гадес, Малака, Секси та деякі інші. Початок карфагенської колонізації Іспанії датується 575 до н. е.. Об'єднавшись заради боротьби проти Тартесса та грецької колонізації півострова, вони порівняно рано були вимушені визнати верховенство Карфагена.
За таких зв'язків, що йдуть в глибоку давнину, саме Іспанія була найзручнішою базою для відновлення могутності Карфагена після поразки у Першій Пунічній війні, та плацдармом для організації походу до Італії проти Риму.
У 237 році до н. е. карфагенський сенат віддав провід над Іспанією талановитому полководцю та політику Гамількарові, що стояв на чолі воєнної партії. Гамількар в короткий час опанував південну частину півострова, над річками Гвадалквівір і Гвадіана. Це був початок Карфагенської держави в Іспанії. Коли Гамількар у 228 р. поліг у бою при облозі міста Геліки, провід над військом перебрав його зять Гасдрубал.

## Карфагенська іспанська імперія у своєму зеніті
Зять Гамількара Гасдрубал був вибраний військом новим головнокомандуювачем. Він розширив карфагенську територію вздовж східного узбережжя аж до річки Ебро й умілою політикою зв'язав з Карфагеном різні іберійські племена. Карфагенською столицею став Новий Карфаген, в якому зосереджувалася іспанська торгівля. Заснування цього міста було найважливішим політичним актом Гасдрубала, яким він продовжив політику Гамількара. Це місто, яке розташувалося на березі зручної затоки і оточене ланцюгом неприступних пагорбів, відразу ж перетворилося на адміністративний центр пунічних володінь в Іспанії і в один з найважливіших торгових центрів Західного Середземномор'я, на відміну від Акра Льовке, який завжди залишався периферійним містом і не був в змозі конкурувати з Гадесом. В околицях міста почалася розробка срібних копалень, що давали величезні доходи. Частина їх відсилалася Гасдрубалом до Карфагена, інша частина йшла на створення і розширення найманої армії.
Таким чином Карфаген не тільки повністю компенсував втрати під час Першої пунічної війни, але і придбав нові ринки збуту, а срібні копальні приносили такі доходи, що політичні супротивники Гамількара і Гасдрубала були абсолютно позбавлені можливості їм протидіяти. З іберійського півострова Карфаген добував з кожним роком більші доходи, а крім цього розпоряджався незвичайно гарним людським матеріалом для свого найманого війська. Через дії Барки грецькі колонії на Піренейському півострові відчули загрозу своїй самостійності та звернулися до Риму з проханням захисту, а Рим отримав бажаний привід втрутитися в іспанські справи.
У 221 р.до н. е. Гасдрубала підступно убив в Новому Карфагені ібер-варвар, й тоді провід над військом перейшов у руки Гамількарового сина — Ганнібала. Він був іще молодою людиною, мав усього 26 чи 29 років, але здобув поважний воєнний досвід під проводом батька і швагра.

## Іспанія як привід до Другої Пунічної війни
На Піренейському півострові було міцно встановлене правління карфагенян, і його південна частина здавалася надійним плацдармом для наступу на Рим. Сам Ганнібал обзавівся вже традиційними для Баркидів міцними зв'язками з іберійським світом: він був одружений з іберійкою з союзного Карфагену міста Кастулон.
Рим із великим невдоволенням стежив за зростанням Карфагенської держави в Іспанії. Знову народжувалася сила, що могла відібрати в нього владу на морі, здобуту такими тяжкими зусиллями. У подальшій своїй експансії карфагенці могли легко перейти Піренеї й дійти до Альп. Тому римляни почали вважали Заальпійську Галлію й навіть Піренеї за свою сферу впливів і в 226 р. присилували Гасдрубала прийняти умови, що карфагенські війська не переступлять річки Ібер. Але це означало, що на південний захід від Ібера, тобто в більшій частині Іспанії, карфагенянам надавалася повна свобода дій.
Пізніше у Рима знайшлася нагода втрутитися й до південної частини Піренейського півострова. Іберійське містечко Сагунт, загрожене карфагенцями, здалося під опіку Рима. Сенат спочатку вагався, але пізніше, в 220 p., таки вирішив прийняти Сагунт під протекторат Рима, щоб мати можливість контролю над Іспанією.
Ганнібал відразу повівся так, ніби війна з Римом вже вирішена, і не приховував свого наміру напасти на союзний римлянам Сагунт і тим самим залучити Рим в прямий конфлікт, проте прагнув при цьому удати, ніби атака на Сагунт відбудеться сама собою, внаслідок природного розвитку подій. З цією метою він здобув ряд перемог над іспанськими племенами, що жили на межі північних володінь Карфагена і вийшов безпосередньо до меж області Сагунта.
Римляни направили до Ганнібала спеціальне посольство, пропонуючи утриматися від ворожих дій відносно Сагунта. Попри те, що Сагунт був римським союзником, Ганнібал міг розраховувати на невтручання Риму, який був зайнятий боротьбою з галлами й іллірійськими піратами. Спровокувавши конфлікти між Сагунтом і іберійськими племенами, що перебували під пунічною владою, він втрутився в конфлікт і під незначним приводом оголосив війну. Після досить важкої 7-місячної облоги місто було узяте, а Рим і так і не зважився надати Сагунту військову допомогу, лише вже після узяття міста до Карфагена було відправлене посольство, яке прямо оголосило про початок війни.

## Початок боротьби Рима і Карфагена в Іспанії
З початком Другої Пунічної війни Рим одразу ж обрав Іспанію об'єктом тиску на Карфаген. На самому початку війни консул Публій Корнелій Сципіон вислав туди свого брата Гнея з 60 кораблями. У битві восени 218 року до н. е. на північному сході Іспанії, на південь від грецького міста Таракон) римська армія під командуванням Гнея Корнелія Сципіона, маючи двократну перевагу, розгромила карфагенське військо, очолене Ганноном. Внаслідок цієї битви римляни здобули контроль над територією Іспанії на північ від річки Ібер, завойованою карфагенянами влітку того ж року. Гней таки чином перервав захоплення Іспанії Ганнібалом. Ганнібалів брат Гасдрубал виступив проти римлян зі своїми полками, але в бою над Ібером у 216 р. обидва Сципіони перемогли його, і так рішуче, що він ледве живий вийшов із боротьби.
У Іспанії події продовжували розвиватися украй невдало для карфагенян. Навесні 217 року до н. е. біля гирла Іберу карфагенський флот кількістю близько 40 квінкверем на чолі з Гімільконом зустрівся з римською ескадрою кількістю 55 кораблів під командуванням Гнея Корнелія Сципіона. Карфагеняни були наголову розбиті, втративши 29 кораблів і остаточно поступившись римлянам контролем над іспанською прибережною акваторією. В сухопутних битвах втрати карфагенян склали 15000 убитими і 4000 полоненими, тоді як до римлян надійшли підкріплення у розмірі 8000 воїнів і 30 кораблів.
У 214 році до н. е. в Іспанії пунійці зазнали ще двох поразок, що коштували їм до 12000 убитими, 3000 полоненими і 39 слонів. Таким чином після цілого ряду поразок панування на Піренейському півострові почало переходити до Риму. Пізніше римляни скріпили свої сили іберійськими найманцями і рушили далі на південь, щоб остаточно знищити Гасдрубала. Але необережно загналися задалеко, й молодий нумідійський князь Массиніса з карфагенською кіннотою погромив їхні легіони. Обидва Сципіони лягли на полі бою.

## Підкорення Іспанії Сципіоном Африканським

Бойові дії під час Другої Пунічної війни

Хоч невдача була дуже тяжка, Рим не впав духом та вирішив продовжувати війну. У 209 році до н. е. новим полководцем було призначено Публія Корнелія Сципіона — сина полеглого консула. Він мав тільки 26 років життя, не займав ще ніяких вищих посад, але вже відзначився як талановитий офіцер у боях над Тицином та під Каннами. Полководцем його обрали народні збори. Він імпонував громаді своєю молодечою постаттю, освітою, енергією, захопленням публічними справами та вірою в своє щастя.
Сципіон організував в Іспанії заново римські легіони й, щоб піднести їх бойовий дух, відразу розпочав похід на столицю карфагенської іспанської імперії — Новий Карфаген. Карфагенці не очікували на небезпеку й не бачили тут великої проблеми. По короткій облозі Сципіон здобув місто в 209 р. і захопив величезні воєнні та торговельні засоби, серед іншого, розташовані неподалік копальні срібла. Але найважливішим було те, що він дістав у свої руки заручників різних іберійських племен, яких тут тримали карфагеняни. Через них він зумів приєднати на сторону Риму різні місцеві народи і в такий спосіб підірвати вплив на них Карфагена. Наступного 208 року він виступив проти Гасдрубала і розгромив його в бою під Бекулою над Гвадалквівіром. У цій битві він наслідував тактику Ганнібала: вдарив по ворожуму війську з боків сильними полками піхоти.
Сципіону, однак, не вдалося перешкодити Гасдрубалу повести військо на допомогу своєму братові. Ганнібал пов'язував всі надії на перемогу у війні з Гасдрубалом, який, відкинувши Сципіона, вів з Іспанії сильні підкріплення. Перехід через Альпи пройшов відносно легко і в наступному, 208 р. до н. е. він вступив до Італії. Проте консул Нерон розбив його на річці Метавр, сам Гасдрубал поліг в бою, і його відрубану голову римляни переправили Ганнібалу. Після цього сил Ганнібала вже не вистачало на ведення активних бойових дій, його незначні успіхи вже не могли вирішити результату війни з Римом.

## Кінець карфагенського панування в Іспанії
Тим часом Сципіон продовжив завоювання карфагенських володінь у Іспанії. У 206 році молодший брат Ганнібала Магон зазнав поразки та був вимушений залишити весь піренейський півострів під владою Риму. Майже всі іберійські племена перейшли тепер на сторону римлян, і фінікійські міста, не маючи ніякої охорони, мусили одне за одним піддаватися Сципіонові.
За умовами миру, після поразки при Замі у 202 році до н. е. Карфаген віддавав Іспанію римлянам. Так закінчилася коротка історія карфагенської іспанської імперії.